# Hūleh-ye Soflá
Hūleh-ye Soflá (persiska: حوله سفلی, Deh Hūleh-ye Soflá) är en ort i Iran.   Den ligger i provinsen Kermanshah, i den västra delen av landet, 500 km väster om huvudstaden Teheran. Hūleh-ye Soflá ligger 946 meter över havet och antalet invånare är 118.
Terrängen runt Hūleh-ye Soflá är varierad.Runt Hūleh-ye Soflá är det ganska tätbefolkat, med 72 invånare per kvadratkilometer. Närmaste större samhälle är Negareh, 5,8 km norr om Hūleh-ye Soflá. Omgivningarna runt Hūleh-ye Soflá är i huvudsak ett öppet busklandskap.